# Black Frost
Pour les articles homonymes, voir Black et Frost.
Clip vidéo
[vidéo] « Grover Washington - Black Frost », sur YouTube
Black Frost (Givre noir, en anglais) est une composition de saxophone jazz-funk soul jazz instrumentale du saxophoniste américain Grover Washington, Jr.,, single extrait de son album Mister Magic (en) de 1975, un des plus importants succès de sa carrière. 

## Histoire
Cette composition instrumentale de saxophone, inspirée de jazz-funk, soul jazz et de smooth jazz (en vogue des années 1970) est composée par le saxophoniste Grover Washington, Jr. (un des fondateurs du smooth jazz) avec des arrangements du claviériste Bob James. Enregistrée avec le label Kudu au studio Van Gelder Recording Studio du New Jersey, l'album Mister Magic (en) est en particulier n°1 des ventes d'album jazz et top R&B/Hip-Hop Albums 1975 aux États-Unis. 